# 1451 w polityce

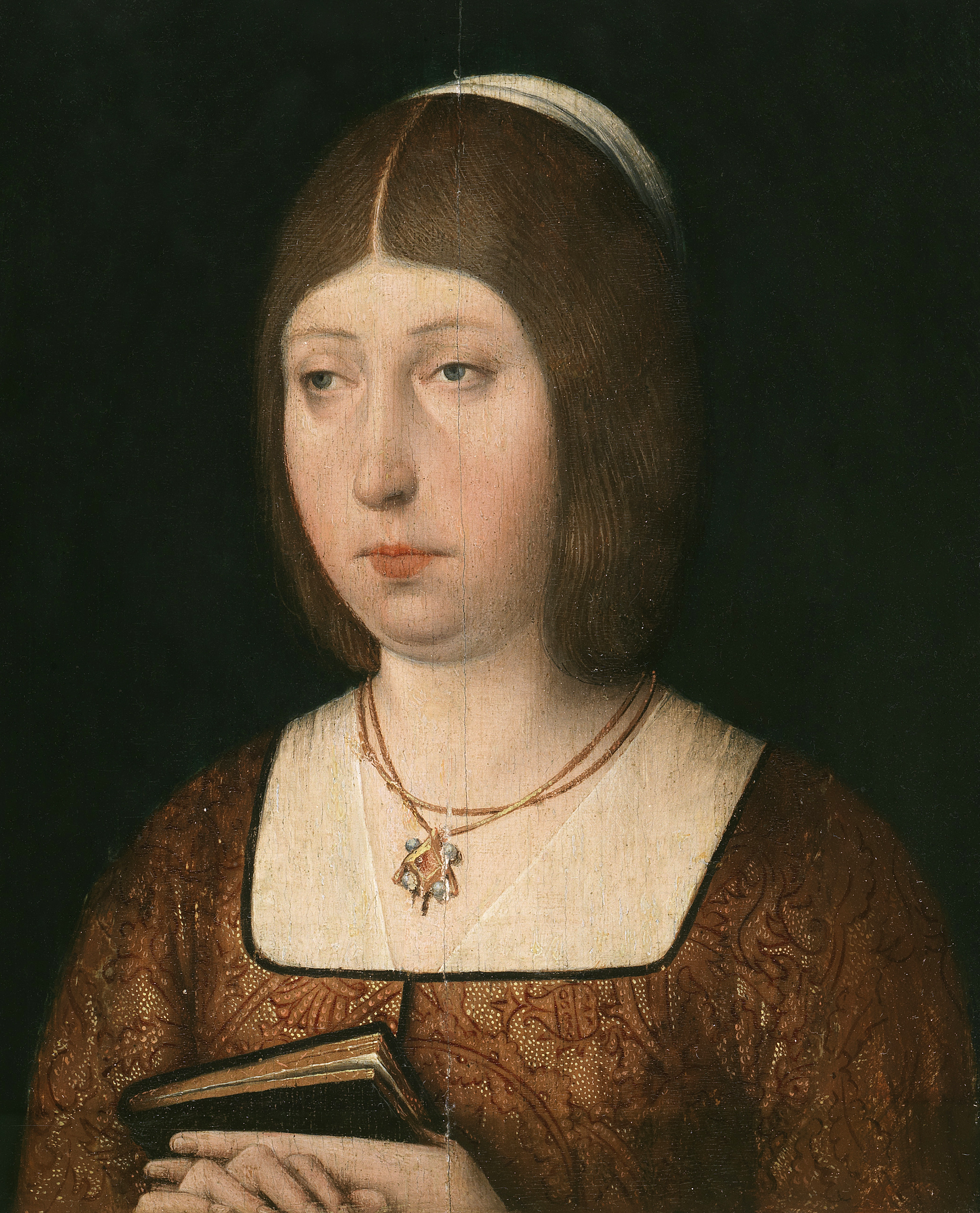
Izabela I Kastylijska

Wydarzenia polityczne w 1451 roku.

## Wydarzenia
- Bogdan II, hospodar mołdawski, ginie w wyniku zdrady.
- 28 października Gandwawa buntuje się przeciwko władzy księcia Burgundii Filipa III Dobrego.

## Urodzili się
- 22 kwietnia – Izabela I Kastylijska, królowa Hiszpanii, żona Ferdynanda Aragońskiego (zm. 1504)[1].
- 2 maja Rene, książę Lotaryngii.
- 10 lipca – Jakub III Stewart, król Szkocji[2][3].

## Zmarli
- 3 lutego – Murad II, sułtan turecki[4].
- Barbara Cylejska, cesarzowa rzymska.